# 크루즈/와그너 프로덕션스
크루즈/와그너 프로덕션스(영어: Cruise/Wagner Productions)는 영화 배우 톰 크루즈와 영화 제작자 폴라 와그너가 톰 크루즈가 출연하는 프로젝트를 보다 효율적으로 제어하고 이익을 많이 확보하기 위해 설립된 미국의 영화 제작사이다.
1993년 9월에 설립한 이래로, 미션 임파서블 (영화 시리즈), 바닐라 스카이, 마이너리티 리포트, 라스트 사무라이, 우주 전쟁, 작전명 발키리 (영화), 잭 리처등 을 성공시켜 흥행 수입 29억 달러 이상을 올리고 있다.
톰 크루즈는 원래 파라마운트 픽처스와 독점 계약을 맺고 있었지만, 2006년 8월 파라마운트의 계열사인 바이어컴의 섬너 레드스톤 회장은 크루즈의 정신 의학, 항우울제, 브룩 실즈 산후 우울증의 대응에 관한 미디어의 발언과 사이언톨로지교과의 관계를 이유로 금전면에서 문제가 있었다고 판단해 파라마운트와의 계약 종료를 선언했다. 그로부터 약 1주일 후, 식스 플래그스와 워싱턴 레드스킨스를 소유한 대니얼 스나이더와 2개의 헤지 펀드가 자금을 지원하기로 결정했다. 2006년 11월, 메트로 골드윈 메이어는 유나이티드 아티스츠를 재건하기 위해 크루즈/와그너에 제작을 맡겼다. 하지만 폴라 와그너는 2008년 8월 14일 유나이티드 아티스츠를 떠났다.

## 제작 작품 목록
- 미션 임파서블 (1996)
- 위드아웃 리밋 (1998)
- 미션 임파서블 2 (2000)
- 디 아더스 (2001)
- 바닐라 스카이 (2001)
- 나크 (2002)
- 엄청난 히트 (2002)
- 마이너리티 리포트 (2002)
- 섀터드 글래스 (2003)
- 라스트 사무라이 (2003)
- 서스펙트 제로 (2004)
- 우주 전쟁 (2005)
- 엘리자베스 타운 (2005)
- 애스크 더 더스트 (2006)
- 미션 임파서블 3 (2006)
- 로스트 라이언즈 (2007)
- 디 아이 (2008)
- 데스 레이스 (2008)
- 작전명 발키리 (2008)
- 잭 리처 (2012)
- 잭 리처: 네버 고 백 (2016)
- 탑 건: 메브릭 (2018)